# Ángel Patrick
Ángel Patrick (27 febbraio 1992) è un ex calciatore panamense, di ruolo difensore.